# Francis Lewis Cardozo
Francis Lewis Cardozo (Charleston, 1º gennaio 1836 – Washington, 22 luglio 1903) è stato un politico e religioso statunitense.
È stato il primo afroamericano a ricoprire una carica politica nazionale negli Stati Uniti d'America.

## Biografia
Era figlio di una donna nera libera, Lydia Weston, e di un ebreo, Isaac Cardozo, che lavorava alla dogana. Frequentò scuole per neri liberi e lavorò come carpentiere e costruttore navale.
Nel 1858 si iscrisse all'Università di Glasgow, in Scozia e in seguito frequentò dei seminari a Edimburgo e Londra. Fu poi ordinato ministro di culto della chiesa presbiteriana.
Nel 1864 divenne pastore della Temple Street Congregational Church di New Haven, in Connecticut e sposò Catherine Rowena Howell. Nel 1865 divenne agente della American Missionary Association di Charleston. Successe al fratello Thomas come sovrintendente di una scuola dell'American Missionary Association, la ricostruì, rendendola quello che oggi è l'Avery Normal Institute, che educa studenti afroamericani.

### Carriera politica
Partecipò come delegato all'assemblea costituente della Carolina del Sud e, come presidente della commissione alla pubblica istruzione sostenne la causa della realizzazione di scuole pubbliche dove non si praticasse la segregazione razziale.
Eletto segretario di stato della Carolina del Sud nel 1868, Cardozo divenne il primo afroamericano a ricoprire una carica statale negli Stati Uniti. Riformò la South Carolina Land Commission, che assegnò terreni agli ex schiavi.
Viene eletto tesoriere nel 1872. Dal momento che non prestava il fianco al sistema di corruzione allora diffuso, alcuni deputati cercarono di metterlo in stato d'accusa ma senza successo. Venne quindi rieletto nel 1874 e nel 1876. Nel periodo successivo all'elezione del '76, il Partito democratico riottenne il governo dello Stato. Dopo che il governatore Wade Hampton III gli chiese le dimissioni, Cardozo abbandonò la propria carica il 1º maggio 1877.
Venne accusato di cospirazione nel novembre dello stesso anno e, nonostante molte prove a suo carico fossero molto dubbie, venne riconosciuto colpevole e passò sei mesi in prigione. Dopo che le frodi alle elezioni federali vennero riconosciute essere state opera di alcuni democratici, nel 1879 Cardozo fu graziato dal governatore William Dunlap Simpson.
Si trasferì a Washington ed accettò un posto al Dipartimento del Tesoro.

### L'insegnamento
Nel 1884, Cardozo tornò all'insegnamento, come preside della Colored Preparatory High School. Introdusse un corso di studi economici e fece della scuola una tra le più rinomate tra gli afroamericani. Rimase preside fino al 1896.
Cardozo morì a Washington il 22 luglio 1903.
La Cardozo Senior High School nella parte nordovest della città di Washington è intitolata a lui.